# حزب سعادت ملی و اسلامی افغانستان
حزب سعادت ملی و اسلامی افغانستان یک حزب در افغانستان است. این حزب هنگامی که رهبر حرکت انقلاب اسلامی در سرپل به نام مولوی محمد عثمان سالک‌زاده از آن جریان جدا شد، بنیان‌گذاری شد. وی توانست بسیاری از تشکل‌های حرکت انقلاب را در شمال افغانستان با خود همراه کند. این حزب در وزارت عدلیه ثبت شده‌است.